# Kathrin Klingner
Kathrin Klingner (* 1979 im Odenwald) ist eine deutsche Comic-Künstlerin und Illustratorin.

## Leben und Werk
Kathrin Klingner wurde 1979 im Odenwald geboren. Sie studierte Kunst an der Gerrit Rietveld Academie in Amsterdam und Illustration in Hamburg.
Ihre erste Veröffentlichung The Cat Parasite and other Stories sammelt kurze Comics und wurde 2014 auf Englisch von Eesti Koomiksiselts publiziert.
Klingners erster langer Comic Katze hasst Welt erschien im Jahr 2015 beim MamiVerlag, im Februar 2016 brachte Reprodukt eine leicht überarbeitete Neuauflage heraus. Die Geschichte spielt in Hamburg und folgt einer misanthropischen Protagonistin, die als Katze dargestellt ist. Zum einen verarbeitet Katze ihre eigene Trennung, zum anderen widmet sich der Inhalt der Stadt und den zum Teil skurrilen Figuren. Katze arbeitet seit vier Jahren in einem Café auf dem Hamburger Kiez mitten im Rotlichtviertel.
Mit Über Spanien lacht die Sonne präsentierte sie erstmals ein autobiografisch geprägtes Werk, das im Januar 2020 ebenfalls bei Reprodukt erschien. Sie arbeitet darin mit trockenem Humor ihre Erfahrungen als Teilzeitkraft in einem Hamburger Medienunternehmen künstlerisch auf, für das sie zwischen 2013 und 2015 Onlinekommentare moderierte und auf Hassrede überprüfte. Die Geschichte spielt im Jahr 2015 und ist vor allem durch die Flüchtlingskrise in Deutschland 2015/2016 geprägt. Klingner hatte schon länger die Idee, Erfahrungen aus ihrem Arbeitsalltag in einer längeren Geschichte festzuhalten. Dabei spielten Hasskommentare als Thema keine nennenswerte Rolle für ihre Motivation, es ging für sie um „unglaubliche Jobs […], die man sich vor zehn Jahren nicht hätte vorstellen können – und wie Leute damit umgehen“. Dabei war es Klingner ebenfalls wichtig, dass sich die Figuren wie „echte Personen“ anfühlen, weshalb die Charaktere auch negative Eigenschaften aufweisen. Es seien „Leute, die einfach zur Arbeit gehen und sich auf den Feierabend freuen.“
Im Juli 2021 brachte der Reclam-Verlag Na ja. Vielleicht nächstes Jahr heraus, als Herausgeber fungierte das Literaturhaus Stuttgart. Die darin gesammelten 37 „Minutennovellen“ stammen von Künstlern, die wegen der COVID-19-Pandemie nicht wie geplant vor Ort auftreten konnten. Klingner steuerte den Comic Im Wald – 2021 bei. Mit Keine Macht für Niemand – Ein Ton Steine Scherben Songcomic trug sie zu einem weiteren Sammelwerk mit kurzen Beiträgen verschiedener Comic-Künstler bei. Der Comic erschien zum 50. Jubiläum der Band Ton Steine Scherben im Oktober 2022 beim Ventil Verlag, Klingner interpretierte das Lied Wir müssen hier raus.
Klingner arbeitet und lebt mit ihrer Familie in Hamburg.

## Veröffentlichungen (Auswahl)
- The Cat Parasite and other Stories. Eesti Koomiksiselts, 2014, ISBN 978-9949-33-494-0.
- Katze hasst Welt. MamiVerlag, 2016, ISBN 978-3-95640-086-5.
- Über Spanien lacht die Sonne. Reprodukt, 2020, ISBN 978-3-95640-212-8.
- Na ja. Vielleicht nächstes Jahr. Reclam-Verlag, 2021, ISBN 978-3-15-020658-4.
- Keine Macht für Niemand – Ein Ton Steine Scherben Songcomic. Ventil Verlag, 2022, ISBN 978-3-95575-181-4.

## Kritiken und Auszeichnungen
Marie Schröer hält in Der Tagesspiegel fest, das Werk besteche durch „fabelhafte Milieustudien […] wo es von skurrilen Wesen nur so wimmelt, die meist gesprächiger sind als die Hauptfigur“. Man begegne „sympathischen Hunden, empathischen Füchsen, Außerirdischen, deformierten und auch extrem konventionellen Menschen“. Mit Hilfe von „zarten Zeichnungen und fabelhaften Fragmenten“ skizziere der Comic „Melancholie und Menschlichkeit“ und wirke dabei wie ein „Trostpflaster gegen den Seelenkater“.
Viele Elemente kenne man bereits aus ihrem Comicdebüt Katze hasst Welt – „Tierfiguren und minimalistisch-krakelige Zeichnungen sowie der trockene Ton“ – hält Barbara Buchholz in Der Tagesspiegel fest. Mit ihrem zweiten Werk Über Spanien lacht die Sonne sei ihr ein „pointierter und unterhaltsamer Comic“ gelungen. Timur Vermes fasst bei Der Spiegel den Comic als „verdammt unterhaltsam [und] trotzdem wichtig“ zusammen. Vor allem die trockene Präsentation sei Klingners „stärkste Waffe“, sie arbeite ohne jede Betroffenheit, Häme oder Sarkasmus. Die Beiläufigkeit jeder Illustration mache die „Szenerie, die ja unsere Realität ist, erst so richtig gespenstisch“. Manchmal wäre man tatsächlich froh, so etwas wie einen „gerechten Zorn“ bei den Charakteren zu spüren. Im Jahr 2021 erhielt Über Spanien lacht die Sonne einen GINCO Award als „Bester Lang-Comic“.